# JiNAK!
Jinak!, stylizováno jako JiNAK!, je táborské politické sdružení členů Strany zelených a nezávislých. Profiluje se jako environmentalistická a progresivní formace. Lídryní JiNAK! je od roku 2010 Michaela Petrová.

## Historie
Hnutí JiNAK! vzniklo roku 2010 jako sdružení Strany zelených, Strany pro otevřenou společnost a nezávislých. V komunálních volbách 2010 získalo necelých 8 procent hlasů a dva mandáty. Navzdory původním dohodám s hnutím Tábor 2020 a TOP 09 následně uskupení zamířilo do opozice.
Ve volbách 2014 se JiNAK! účastnilo již bez podpory Strany pro otevřenou společnost, zato však společně s Českou pirátskou stranou. V hlasování hnutí získalo přes deset procent hlasů a polepšilo si na tři zastupitele. Po volbách se stalo součástí koalice spolu s Táborem 2020, ČSSD a hnutím ANO. Michaela Petrová se stala 2. místostarostkou, do rady JiNAK! vyslalo ještě Miloše Tuháčka.
Do voleb 2018 již JiNAK! šlo jen jako sdružení Strany zelených a nezávislých kandidátů; Piráti kandidovali samostatně. V hlasování opět získalo deset procent hlasů a tři mandáty. Následně vstoupilo do koalice s Táborem 2020, Piráty a ČSSD. Petrová zůstala ve funkci 2. místostarostky, místo Tuháčka se stal za JiNAK! radním Jakub Smrčka.
Na začátku roku 2021 se tato koalice ale dostala do sporů, když koaliční partneři JiNAK! hlasovali pro odvolání Petrové z funkce místostarostky, a to kvůli autonehodě, kterou způsobila na konci předešlého roku a po níž nespolupracovala s policií, v důsledku čehož nebyla provedena dechová zkouška. JiNAK! s tímto krokem nesouhlasilo, samotná Petrová již dříve upozorňovala na fakt, že při incidentu nedošlo ke zranění, a nespolupráci zdůvodňovala šokem. V reakci na odvolání Petrové sdružení odešlo do opozice.

## Profil uskupení

### Program
V programu JiNAK! zaujímá čelné pozice ochrana životního prostředí a podpora kultury. Důraz hnutí klade i na kvalitní sociální služby, dostupné bydlení, podporu vzdělání a pracovních příležitostí nebo transparentní veřejnou správu. Obecně usiluje o „město sociální, založené na podpoře rozvoje mezilidských vztahů a zdravého životního prostředí.“

### Lidé
JiNAK! vede od jeho založení Michaela Petrová, místostarostka Tábora v letech 2014 až 2021 a členka Strany zelených. V hnutí jsou zapojeny mnohé kulturní osobnosti města (např. ředitel Husitského muzea Jakub Smrčka, ředitelka Městské knihovny Eva Měřínská (Staněk), nakladatelka Tereza Horváthová nebo roku 2010 spisovatelka Klára Smolíková) a zástupci neziskových organizací (ředitel Diakonie Českobratrské církve evangelické Karel Novák, zástupkyně Amnesty International v Táboře Eva Prošková či šéf charitativní organizace FOKUS Tábor Jan Mácha).

### Voličská podpora
JiNAK mělo do roku 2022 stabilní voličskou podporu kolem deseti procent hlasů. V rámci volebních okrsků je patrná zvýšená podpora v centru města a obzvláště v místní části Čekanice, kde má trvale bydliště Petrová i Smrčka.

## Složení

### Volby 2018 až současnost[10][4]
| Strana | Strana              | Ideologie       | Pozice       | Zastupitelů |
| ------ | ------------------- | --------------- | ------------ | ----------- |
|        | Strana zelených     | Zelená politika | středolevice | 2/27        |
|        | Nezávislí kandidáti |                 |              | 1/27        |

### Volby 2014[3]
| Strana | Strana                | Ideologie         | Pozice       | Zastupitelů |
| ------ | --------------------- | ----------------- | ------------ | ----------- |
|        | Strana zelených       | Zelená politika   | středolevice | 3/27        |
|        | Česká pirátská strana | Pirátská politika | středolevice | 0/27        |
|        | Nezávislí kandidáti   |                   |              | 0/27        |

### Volby 2010[6]
| Strana | Strana                          | Ideologie             | Pozice       | Zastupitelů |
| ------ | ------------------------------- | --------------------- | ------------ | ----------- |
|        | Strana zelených                 | Zelená politika       | středolevice | 1/27        |
|        | Strana pro otevřenou společnost | Sociální liberalismus | střed        | 1/27        |
|        | Nezávislí kandidáti             |                       |              | 0/27        |

## Volební výsledky

### Zastupitelstvo Tábora
| Volby | Hlasy  | Hlasy | Mandáty | Mandáty | Pozice | Postavení |
| Volby | Abs.   | %     | Abs.    | ±       | Pozice | Postavení |
| ----- | ------ | ----- | ------- | ------- | ------ | --------- |
| 2010  | 24 270 | 7.7   | 2/27    | ▬0      | ▼6.    | Opozice   |
| 2014  | 25 674 | 10.3  | 3/27    | ▲1      | ▲5.    | Koalice   |
| 2018  | 26 997 | 9.9   | 3/27    | ▬0      | ▲4.    | Koalice   |
| 2022  | 11 343 | 4.4   | 0/27    | ▼3      | ▼6.    | –         |